# HC Topoľčany
Le HC Topoľčany est un club de hockey sur glace de Topoľčany en Slovaquie. Il évolue dans la 1.liga, le second échelon slovaque.

## Historique
Le club est créé en 1932.

## Palmarès
- Vainqueur de la 2.liga: 1980.